# Guangzhou International Women’s Open
A Guangzhou International Women’s Open minden év szeptemberében megrendezett női tenisztorna a kínai Kantonban.
A torna 2004–2008 között Tier III, 2009–2019 között International kategóriájú volt, 2023-tól a WTA250 tornák közé tartozik. Összdíjazása 2023-ban 259 303 dollár volt. Az egyéni főtáblán harminckét játékos szerepel. A mérkőzéseket kemény borítású pályákon játsszák.
Az első versenyt 2004-ben tartották meg.

## Döntők

### Egyéni
| Év        | Győztes                   | Ellenfél a döntőben     | Eredmény a döntőben |
| --------- | ------------------------- | ----------------------- | ------------------- |
| 2004      | Li Na                     | Martina Suchá           | 6–3, 6–4            |
| 2005      | Jen Ce (Yan Zi)           | Nuria Llagostera Vives  | 6–4, 4–0 feladta    |
| 2006      | Anna Csakvetadze          | Anabel Medina Garrigues | 6–1, 6–4            |
| 2007      | Virginie Razzano          | Cipórá Obzíler          | 6–0, 6–3            |
| 2008      | Vera Zvonarjova           | Peng Suaj (Peng Shuai)  | 6–7(4), 6–0, 6–2    |
| 2009      | Sahar Peér                | Alberta Brianti         | 6–3, 6–4            |
| 2010      | Jarmila Groth             | Alla Kudrjavceva        | 6–1, 6–4            |
| 2011      | Chanelle Scheepers        | Magdaléna Rybáriková    | 6–2, 6–2            |
| 2012      | Hszie Su-vej (Xie Shuwei) | Laura Robson            | 6–3, 5–7, 6–4       |
| 2013      | Csang Suaj                | Vania King              | 7–6(1), 6–1         |
| 2014      | Monica Niculescu          | Alizé Cornet            | 6–4, 6–0            |
| 2015      | Jelena Janković           | Denisa Allertová        | 6–2, 6–0            |
| 2016      | Leszja Curenko            | Jelena Janković         | 6–4, 3–6, 6–4       |
| 2017      | Csang Suaj                | Aleksandra Krunić       | 6–2, 3–6, 6–2       |
| 2018      | Vang Csiang               | Julija Putyinceva       | 6–1, 6–2            |
| 2019      | Sofia Kenin               | Samantha Stosur         | 6–7(4), 6–4, 6–2    |
| 2020–2022 | Nem rendezték meg.        | Nem rendezték meg.      | Nem rendezték meg.  |
| 2023      | Vang Hszi-jü              | Magda Linette           | 6–0, 6–2            |
| 2024      | Olga Danilović            | Caroline Dolehide       | 6–3, 6–1            |

### Páros
| Év        | Győztesek                                                | Ellenfelek a döntőben                                  | Eredmény a döntőben |
| --------- | -------------------------------------------------------- | ------------------------------------------------------ | ------------------- |
| 2004      | Li Ting Szun Tien-tien (Sun Tiantian)                    | Jang Su-csing (Yang Shujing) Jü Jing (Yu Ying)         | 6–4, 6–1            |
| 2005      | Maria Elena Camerin Emmanuelle Gagliardi                 | Neha Uberoi Shikha Uberoi                              | 7–6(5), 6–3         |
| 2006      | Li Ting Szun Tien-tien (Sun Tiantian)                    | Vania King Jelena Kostanić                             | 6–4, 2–6, 7–5       |
| 2007      | Peng Suaj (Peng Shuai) Jen Ce (Yan Zi)                   | Vania King Szun Tien-tien (Sun Tiantian)               | 6–3, 6–4            |
| 2008      | Marija Koritceva Taccjana Pucsak                         | Szun Tien-tien (Sun Tiantian) Jen Ce (Yan Zi)          | 6–3, 4–6, [10–8]    |
| 2009      | Volha Havarcova Taccjana Pucsak                          | Date Kimiko Szun Tien-tien (Sun Tiantian)              | 3–6, 6–2, [10–8]    |
| 2010      | Gallovits Edina Szánija Mirza                            | Han Hszin-jün (Han Xinyun) Liu Van-ting (Liu Wanting)  | 7–5, 6–3            |
| 2011      | Hszie Su-vej (Xiè Shúwéi) Cseng Szaj-szaj (Zheng Saisai) | Han Hszin-jün (Han Xinyun) Csan Csin-vej (Zhan Jinwei) | 6–2, 6–1            |
| 2012      | Tamarine Tanasugarn Csang Suaj (Zhang Shuai)             | Jarmila Gajdošová Monica Niculescu                     | 2–6, 6–2, [10–8]    |
| 2013      | Hszie Su-vej (Xiè Shúwéi) Peng Suaj (Peng Shuai)         | Vania King Galina Voszkobojeva                         | 6–3, 4–6, [12–10]   |
| 2014      | Csuang Csia-zsung Liang Csen                             | Alizé Cornet Magda Linette                             | 2–6, 7–6(3), [10–7] |
| 2015      | Martina Hingis Szánija Mirza                             | Hszü Si-lin Ju Hsziao-ti                               | 6–3, 6–1            |
| 2016      | Asia Muhammad Peng Suaj                                  | Volha Havarcova Vera Lapko                             | 6–2, 7–6(3)         |
| 2017      | Elise Mertens Demi Schuurs                               | Monique Adamczak Storm Sanders                         | 6–2, 6–3            |
| 2018      | Monique Adamczak Jessica Moore                           | Danka Kovinić Vera Lapko                               | 4–6, 7–5, [10–4]    |
| 2019      | Peng Suaj Laura Siegemund                                | Alexa Guarachi Giuliana Olmos                          | 6–2, 6–1            |
| 2020–2022 | Nem rendezték meg.                                       | Nem rendezték meg.                                     | Nem rendezték meg.  |
| 2023      | Kuo Han-jü Csiang Hszin-jü                               | Hozumi Eri Ninomija Makoto                             | 6–3, 7–6(4)         |
| 2024      | Kateřina Siniaková Csang Suaj                            | Katarzyna Piter Stollár Fanny                          | 6–4, 6–1            |